# 중국의 지식 재산권
중국의 지식 재산권에 관한 내용이다.
지식 재산권(Intellectual property rights, IPR)은 1980년부터 중화인민공화국에서 인정되고 보호되어 왔다. 중국은 지식 재산권 보호에 관한 주요 국제 협약에 가입했다. 국내적으로도 상표권, 저작권, 특허권 분야의 정부 법률, 행정법규, 법령을 통해 지식 재산권법의 보호가 확립되어 있다.
중국은 외국이 신축조약을 따르는 양자 조약의 일부로 청나라에게 외국 IP 개념을 수용하도록 강요했을 때 처음으로 외국 IP 개념을 수용하기 시작했다. 초기 중화인민공화국은 중국 국민당 정부가 제정한 법률을 폐지하고 저작권, 상표, 특허 문제에 대해 소련 모델에 더욱 부합하는 접근 방식을 채택했다. 1970년대 정부가 더 많은 기술을 수입하려 함에 따라 중국 정책입안자들은 글로벌 IP 프레임워크에 통합하는 데 관심을 갖게 되었다. 1980년대에 중국은 지식 재산권 문제에 관한 국제 조약에 가입하기 시작했다. 2001년 세계무역기구(WTO)에 가입한 후 TRIPS 협정에 따른 지식 재산권 의무를 지고 국내법을 TRIPS 기준에 맞게 개정했다. 중국의 IP 프레임워크는 빠르게 발전했지만 2023년 현재 대부분의 산업화된 국가보다 덜 발전된 상태이다. 2023년 현재 추세는 중국의 IP 거버넌스가 계속해서 EU 및 미국 시스템과 더욱 가까워지는 것이다.
국제적으로 중국의 견해는 세계지식 재산권기구(WIPO)가 IP 규칙 제정을 위한 주요 국제 포럼이 되어야 한다는 것이다. 일반적으로 중국의 국제적 접근 방식은 TRIPS 기준 유지를 옹호하는 것이며 때로는 다른 개발도상국과 협력하여 TRIPS 이상의 의무 증가에 반대하는 것이다.

## 같이 보기
- 미국-중국 무역 전쟁

## 추가 문헌
- Clark, Douglas, Patent Litigation China, 2nd Ed (2015), Oxford University Press.
- Farah, Paolo Davide and Cima, Elena, "China's Participation in the World Trade Organization: Trade in Goods, Services, Intellectual Property Rights and Transparency Issues" in Aurelio Lopez-Tarruella Martinez (ed.), El comercio con China. Oportunidades empresariales, incertidumbres jurídicas, Tirant lo Blanch, Valencia (Spain) 2010, pp. 85–121. ISBN 978-84-8456-981-7. Available at SSRN.com
- Feng, Peter (2003). 《Intellectual Property in China》 2판. Sweet & Maxwell Asia. ISBN 978-962-661-217-0.
- Heath, Christopher, 편집. (2005). 《Intellectual Property Law in China》. Kluwer Law International. ISBN 9789041123404.
- Mertha, Andrew C. (2005). 《The Politics of Piracy: Intellectual Property in Contemporary China》. Ithaca, New York: Cornell University Press. ISBN 0801443644.
- Pang, Laikwan (2006). 《Cultural control and globalization in Asia: copyright, piracy, and cinema》. Routledge. ISBN 978-0-415-35201-7.
- Safran, Brian J., "Western Perceptions of China's Intellectual Property System," U. Puerto Rico Bus. L.J. (Vol. 3, Iss. 2) Available at uprblj.com
- Suttmeier, Richard P. and Xiangkui Yao, China's IP Transition: Rethinking Intellectual Property Rights in a Rising China (NBR Special Report, July 2011)
- Xue Hong; Zheng Chengsi (2002). 《Chinese Intellectual Property Law: In the 21st Century》. Sweet & Maxwell Asia. ISBN 978-962-661-044-2.